# Clima de Marte

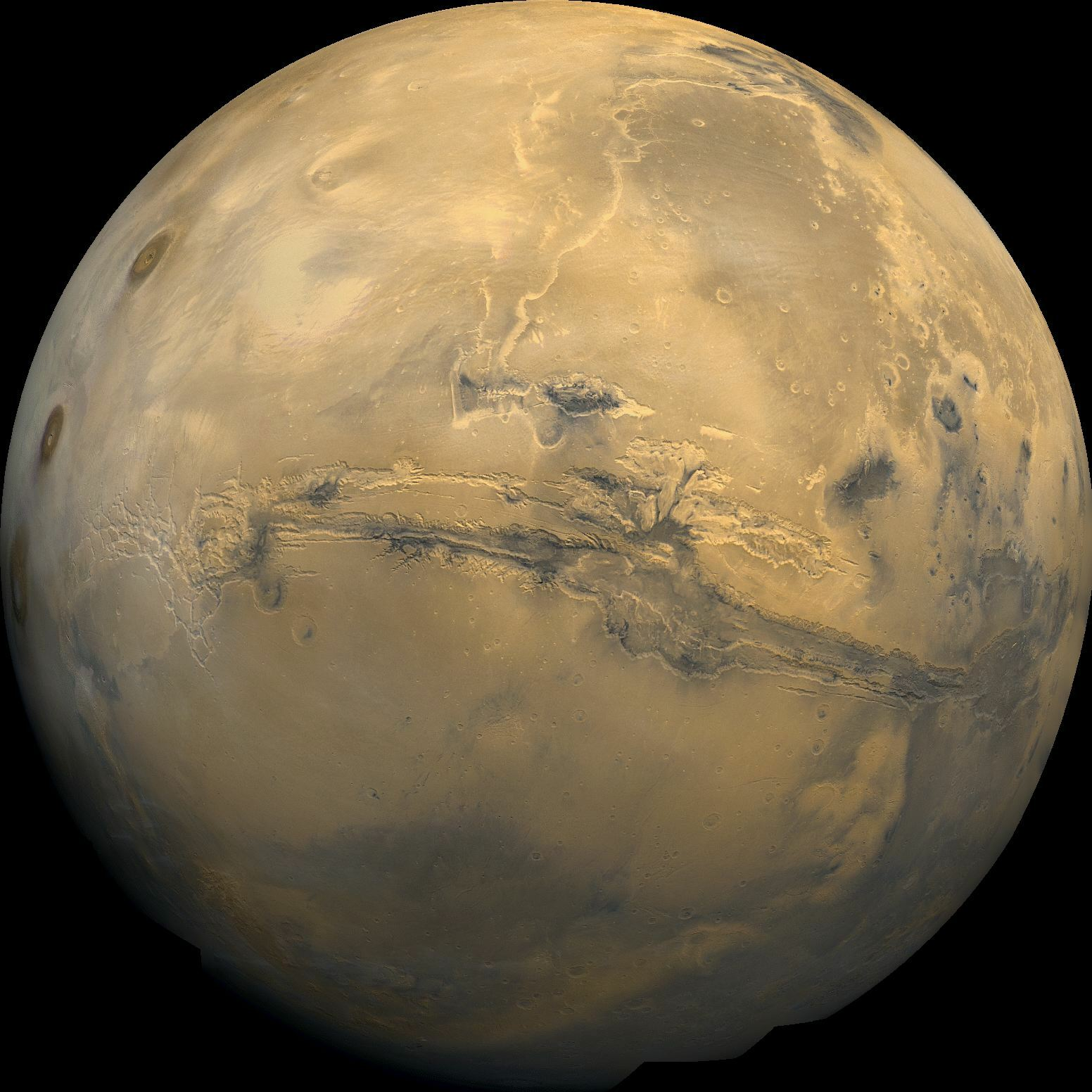
Mosaico de Marte visto por la Viking 1, 22 de febrero de 1980.

El clima de Marte es más extremo que el que podemos encontrar aquí en la Tierra, es mucho más frío y con una variabilidad de temperaturas muy grande. Además, tormentas de polvo a escala planetaria originadas por fuertes vientos lo azotan frecuentemente.

## Temperaturas del planeta
Sobre las temperaturas que reinan en Marte, todavía no se dispone de datos suficientes que permitan conocer su evolución a lo largo del año marciano en las diferentes latitudes y, mucho menos, las particularidades regionales.
- Por hallarse Marte mucho más lejos del Sol que la Tierra, sus climas son más fríos, y tanto más por cuanto la atmósfera, al ser tan tenue, retiene poco calor: de ahí que la diferencia entre las temperaturas diurnas y nocturnas sea más pronunciada que en nuestro planeta. A ello contribuye también la baja conductividad térmica del suelo marciano. La duración del día y de la noche en Marte, es prácticamente la misma que en la Tierra, de 24 h y media aproximadamente.
- La temperatura en la superficie depende de la latitud y presenta variaciones estacionales. La temperatura media superficial es de unos 218 K (-55 °C).[2]

La variación diurna de las temperaturas es muy elevada como corresponde a una atmósfera tan tenue. Las máximas diurnas, en el ecuador y en verano, pueden alcanzar los 20 °C o más, mientras las mínimas nocturnas pueden alcanzar fácilmente -80 °C. Ahí ocurre el fenómeno que a la máxima diurna, en el lado solano de un peñasco se registre 20 °C; pero en su sombra, la temperatura fácilmente llegue a los -50 °C.
En los casquetes polares, en invierno las temperaturas pueden bajar hasta -143 °C. 

- En una de esas ocasiones[4] Marte se hallaba bastante cercano al Sol y entonces se registró en el ecuador, en pleno verano, la temperatura de 27 °C. En 1976, Marte se hallaba, por el contrario, a su máxima distancia del Sol cuando llegaron al planeta las sondas Viking. A pesar de hallarse el hemisferio en verano, la máxima temperatura diurna registrada fue de -13 °C (a las 15 ) y la mínima de –86 °C (a las 6, antes de la salida del Sol). Por su parte, la segunda Viking se posó en la latitud de 47,89ºN y midió allí, también en pleno verano, temperaturas máximas y mínimas que, en promedio, fueron respectivamente de -38 y -89 °C.[5]

| Parámetros climáticos promedio de Cráter Gale (2012–2015)             | Parámetros climáticos promedio de Cráter Gale (2012–2015) | Parámetros climáticos promedio de Cráter Gale (2012–2015) | Parámetros climáticos promedio de Cráter Gale (2012–2015) | Parámetros climáticos promedio de Cráter Gale (2012–2015) | Parámetros climáticos promedio de Cráter Gale (2012–2015) | Parámetros climáticos promedio de Cráter Gale (2012–2015) | Parámetros climáticos promedio de Cráter Gale (2012–2015) | Parámetros climáticos promedio de Cráter Gale (2012–2015) | Parámetros climáticos promedio de Cráter Gale (2012–2015) | Parámetros climáticos promedio de Cráter Gale (2012–2015) | Parámetros climáticos promedio de Cráter Gale (2012–2015) | Parámetros climáticos promedio de Cráter Gale (2012–2015) | Parámetros climáticos promedio de Cráter Gale (2012–2015) |
| Mes                                                                   | Ene.                                                      | Feb.                                                      | Mar.                                                      | Abr.                                                      | May.                                                      | Jun.                                                      | Jul.                                                      | Ago.                                                      | Sep.                                                      | Oct.                                                      | Nov.                                                      | Dic.                                                      | Anual                                                     |
| --------------------------------------------------------------------- | --------------------------------------------------------- | --------------------------------------------------------- | --------------------------------------------------------- | --------------------------------------------------------- | --------------------------------------------------------- | --------------------------------------------------------- | --------------------------------------------------------- | --------------------------------------------------------- | --------------------------------------------------------- | --------------------------------------------------------- | --------------------------------------------------------- | --------------------------------------------------------- | --------------------------------------------------------- |
| Temp. máx. abs. (°C)                                                  | 6                                                         | 6                                                         | 1                                                         | 0                                                         | 7                                                         | 14                                                        | 20                                                        | 19                                                        | 7                                                         | 7                                                         | 8                                                         | 8                                                         | 20                                                        |
| Temp. máx. media (°C)                                                 | -7                                                        | -18                                                       | -23                                                       | -20                                                       | -4                                                        | 0.0                                                       | 2                                                         | 1                                                         | 1                                                         | 4                                                         | -1                                                        | -3                                                        | -5.7                                                      |
| Temp. mín. media (°C)                                                 | -82                                                       | -86                                                       | -88                                                       | -87                                                       | -85                                                       | -78                                                       | -76                                                       | -69                                                       | -68                                                       | -73                                                       | -73                                                       | -77                                                       | -78.5                                                     |
| Temp. mín. abs. (°C)                                                  | -95                                                       | -127                                                      | -114                                                      | -97                                                       | -98                                                       | -125                                                      | -84                                                       | -80                                                       | -78                                                       | -79                                                       | -83                                                       | -110                                                      | -127                                                      |
| Fuente: Centro de Astrobiología, Mars Weather, NASA Quest, SpaceDaily |                                                           |                                                           |                                                           |                                                           |                                                           |                                                           |                                                           |                                                           |                                                           |                                                           |                                                           |                                                           |                                                           |

## Observaciones climáticas históricas
Giancomo Maraldi determinó en 1704 que el casquete polar sur no estaba centrado en el polo rotacional de Marte. Durante la oposición de 1719, G. Maraldi observó ambos casquetes polares y variabilidades temporales en su extensión.

## Tormentas de polvo
Enormes tormentas de polvo, que persisten durante semanas e incluso meses, oscureciendo todo el planeta pueden surgir de repente, aunque son más frecuentes tras el perihelio del planeta y en el hemisferio Sur, cuando allí es el final de la primavera, están causadas por vientos de más de 150 km/h. 
  En la Tierra un viento de 50 a 60 km/h basta para levantar nubes de polvo, en Marte dada la ínfima densidad del aire, solo un vendaval de unos 200 km/h puede producir el mismo efecto. 

Dichas tormentas pueden alcanzar dimensiones planetarias. Tienen su origen en la diferencia de energía del Sol que recibe el planeta en el afelio y en el perihelio. Cuando Marte se encuentra en las cercanías del perihelio de su órbita, la temperatura se eleva en el hemisferio Sur por ser finales de primavera y por el mayor acercamiento al Sol, lo que causa que el suelo pierda su humedad. En ciertas regiones, especialmente entre Noachis y Hellas, se desencadena entonces una violenta tempestad local que, arranca del suelo seco imponentes masas de polvo. Este, al ser muy fino, se eleva a grandes altitudes y, en unas semanas, cubre no solo todo un hemisferio sino incluso casi la totalidad del planeta. El polvo en suspensión en la atmósfera provoca una neblina amarilla que oscurece los accidentes más característicos del planeta. Al interferir la entrada de energía solar, las temperaturas máximas disminuyen, pero a su vez actúa como una manta que impide la disipación del calor, por lo que las temperaturas mínimas aumentan. En consecuencia la oscilación térmica diurna disminuye drásticamente. Así ocurrió en 1971, imposibilitando durante cierto tiempo las observaciones que debían efectuar las cuatro sondas (Mars 2, Mars 3 soviéticas y dos Mariner estadounidense). Esas tormentas de polvo explican los cambios de color que afectan al disco marciano visto desde la Tierra y que tanto habían intrigado a los astrónomos durante más de un siglo.
Durante un año marciano, parte del dióxido de carbono (CO2) de la atmósfera, se congela en el hemisferio donde es invierno, o se sublima del polo a la atmósfera cuando es verano. En consecuencia la presión atmosférica tiene una gran variación anual.

## Estaciones
Al igual que en la Tierra, el ecuador marciano está inclinado respecto al plano de la órbita un ángulo de 25º,19. Ambos planos se cortan señalando una dirección que se llama punto Aries (Vernal) en la Tierra o punto Vernal de Marte cuando la órbita corta ascendentemente el ecuador del planeta. Ambos puntos se toman como origen de las longitudes solares (areocéntricas, en honor al dios Ares). La primavera comienza en el hemisferio Norte en el equinoccio de primavera cuando el Sol atraviesa el punto Vernal pasando del hemisferio Sur al Norte (Ls=0 y creciendo). En el caso de Marte esto tiene también un sentido climático. Los días y las noches duran igual y comienza la primavera en el hemisferio Norte. Esta dura hasta que LS=90° solsticio de verano en que el día tiene una duración máxima en el hemisferio Norte y mínima en el Sur.
Análogamente, Ls = 90°, 180°, y 270° indican para el hemisferio Norte el solsticio de verano, equinoccio otoñal, y el solsticio invernal, respectivamente mientras que en el hemisferio Sur es al revés. Por ser la duración del año marciano aproximadamente doble que el terrestre también lo es la duración de las estaciones.
La diferencia entre sus duraciones es mayor porque la excentricidad de la órbita marciana es mucho mayor que la terrestre. He aquí la duración de las cuatro estaciones en Marte:

| Estación          | Estación           | Duración en Marte | Duración en Marte | Durac. Tierra |
| hemisferio boreal | hemisferio austral | Soles             | Días              | Días          |
| primavera         | otoño              | 194               | 199               | 92,9          |
| verano            | invierno           | 178               | 183               | 93,6          |
| otoño             | primavera          | 143               | 147               | 89,7          |
| invierno          | verano             | 154               | 158               | 89,1          |

La comparación con las estaciones terrestres muestra que, así como la duración de éstas difiere a lo sumo en 4,5 días, en Marte, debido a la gran excentricidad de la órbita, la diferencia llega a ser primeramente de 51 soles.
Actualmente el hemisferio Norte goza de un clima más benigno que el hemisferio Sur. La razón es evidente: el hemisferio Norte tiene otoños (143 días) e inviernos (154 días) cortos y además cuando el Sol está en el perihelio lo cual dada la excentricidad de la órbita del planeta, hace que sean más benignos. Además la primavera (194 días) y el verano (178 días) son largos, pero estando el Sol en el afelio son más fríos que los del hemisferio Sur. Para el hemisferio Sur la situación es la inversa. Hay pues una compensación parcial entre ambos hemisferios debido a que las estaciones de menos duración tienen lugar estando el planeta en el perihelio y entonces recibe del Sol más luz y calor. Debido a la retrogradación del punto Vernal y al avance del perihelio, la situación se va decantando cada vez más.
En 2.940 años terrestres el perihelio de Marte se alineará al solsticio de invierno. Carl Sagan propuso en 1971, para conciliar la evidente erosión hídrica con la actual escasez de vapor de agua, la teoría del «largo invierno».[cita requerida] Con la alineación del perihelio al solsticio de invierno, existirá para el hemisferio Norte, cortos inviernos y muy benignos (por su proximidad al perihelio) y largos veranos. Al revés en el hemisferio Sur. Ello provocaría que el extenso y grueso casquete polar Norte, sea transferido a través de la atmósfera, al casquete polar Sur. En la operación, la mayor parte de los hielos de agua y dióxido de carbono (CO2) se encontrarían en forma de vapor en la atmósfera, produciendo un efecto invernadero. Se elevaría la temperatura superficial, aumentaría la presión y durante unos pocos miles de años se interrumpiría el «largo invierno» para dar lugar a una «primavera corta». Al cabo de 27.850 años la situación se invertiría.

## Cambio climático
Observaciones recientes de la superficie marciana, han mostrado que su clima podría ser mucho más dinámico de lo que se había esperado, con una importante disminución reciente del casquete sur, observado entre 2003 y 2007, que indicaría un calentamiento continuado del clima marciano durante los últimos años.
Este efecto se retroalimenta ya que el casquete polar sur de Marte está formado mayoritariamente por dióxido de carbono (CO2), de modo que su evaporación aumenta el débil efecto invernadero de la atmósfera marciana y contribuye a incrementar aún más las temperaturas. En un estudio publicado en la revista Nature en 2007[cita requerida] de la radiación reflejada por la superficie de Marte, se indica que entre las décadas de 1970 y 1990 la temperatura media del planeta habría aumentado 0,65 °C. El equipo de Lori Fenton comparó mapas termales obtenidos por la misión Viking de la NASA en los años 70 con mapas obtenidos dos décadas después por la Global Surveyor. Vieron que grandes zonas de la superficie se han oscurecido o iluminado en las últimas tres décadas. Esto parece deberse a un cambio del albedo de la superficie causado por los vientos. 
Las variaciones de dióxido de carbono en la atmósfera marciana conforme a su condensación y evaporación en los polos, originan cambios en la presión atmosférica superficial en cada estación, siendo las presiones menores en invierno y mayores en el verano del hemisferio sur.

### Metano en la atmósfera
Tres proyectos separados han detectado la presencia de gas metano en la atmósfera de Marte. Se calcula que este gas es destruido en unos 4 años y que su concentración desigual en la atmósfera sugiere la presencia de una fuente activa de producción.  Un análisis adicional revela que la producción total de metano debe ser de unas 150 toneladas por año. El origen del metano puede ser de origen geoquímico, volcánico o biológico, sin embargo, ninguna de estas fuentes se ha detectado, lo cual expande el misterio de su continua producción.

## Pasado marciano
Desde 1964, se comenzó a estudiar directamente la historia geofísica de Marte mediante la sonda Mariner 4. Para unos, Marte albergó en un pasado grandes cantidades de agua y tuvo un pasado cálido, con una atmósfera mucho más densa, el agua fluyendo por la superficie y excavando los grandes canales que surcan su superficie. Al calcular la cantidad de agua que había excavado los canales gigantes, los geólogos de la NASA concluyeron que Marte tuvo ríos que empequeñecían a los mayores terrestres. Como unos caudales tan enormes eran imposibles de mantener, se supuso que las riadas habían sido cortas y catastróficas, causadas por acontecimientos excepcionales como erupciones volcánicas o impactos de meteoritos.[cita requerida]
La orografía de Marte presenta un hemisferio norte que es una gran depresión y donde los partidarios de Marte húmedo sitúan al Oceanus Borealis, un mar cuyo tamaño sería similar al mar Mediterráneo.
El deuterio es un isótopo pesado del hidrógeno, y las moléculas de agua están formadas en una pequeña proporción por deuterio y oxígeno. Su mayor masa le hace más resistente a la evaporación, y por ello se concentra en los residuos líquidos. Al analizar la escasísima agua de la atmósfera marciana, se encontró que el deuterio era cinco veces más abundante que en la Tierra.[cita requerida] Esta anomalía, (también registrada en Venus), se interpreta como que los dos planetas tenían mucha agua en el pasado pero que acabaron perdiéndola.[cita requerida] Hay dos formas de perder agua:[cita requerida] los rayos ultravioleta provenientes de la radiación solar, rompen las moléculas de agua, y el hidrógeno se escapa por la parte alta de la atmósfera y más aún en el caso de Marte un planeta de pequeña masa y baja gravedad. La segunda consiste en que el agua se filtraría por el suelo marciano permaneciendo en el subsuelo, retenido por alguna capa impermeable o formando suelo helado o permafrost, por la baja temperatura reinante en el planeta. Obviamente la primera forma es una pérdida definitiva mientras la segunda no y agua puede detectarse mediante el radar Marsis a bordo de la nave europea Mars Express.
Los recientes descubrimientos del robot de la NASA, Opportunity, en Meridiani Planum avalan la hipótesis de un pasado húmedo y más cálido en el planeta.
En un planeta desecado deberían abundar los minerales que son inestables en presencia de agua como el olivino que se altera con gran facilidad en presencia de agua, por lo que haberlo encontrado, brinda soporte adicional a un pasado húmedo y más cálido en Marte.
Se han encontrado arcillas, pero en cantidades limitadas, lo que es compatible con el flujo de agua reducidos en terrenos muy antiguos. Ello supone que la era de los filosilicatos cuando Marte era un planeta húmedo y más cálido, en un ambiente alcalino terminó hace 3500 millones de años. La abundancia del mineral olivino (típico de los basaltos) ha sido tomada como prueba de que el actual clima seco y helado ha prevalecido desde entonces.
La falta de evidencia, hasta el momento, carbonatos en Marte, revela que el dióxido de carbono atmosférico no fue tan abundante para sostener la presencia de agua líquida, en la superficie del planeta, ya que el gas debería haber formado otros minerales como el carbonato, además de las arcillas.[cita requerida] Estos hallazgos son sorprendentes y para explicar esto es posible, que si el dióxido de carbono atmosférico fue abundante como para formar carbonatos, los mismos carbonatos fuesen destruidos por el ambiente ácido del propio planeta.[cita requerida] También es posible, que el dióxido de carbono nunca existiera en abundancia en la atmósfera temprana de Marte y otro gas de invernadero, sería el causante de la formación de agua. Entre estos podría citarse al dióxido de azufre o al metano que no reaccionan con los minerales. Una tercera posibilidad es que un factor aún desconocido, ayudó a mantener la suficiente presión y temperatura atmosférica para la formación de arcillas en el pasado.
Así pues tendríamos en Marte tres eras. Durante los primeros 1000 millones de años, un Marte calentado por una atmósfera que contenía gases de efecto invernadero suficientes, para que el agua fluyese por la superficie y se formaran arcillas, la era Noeica que sería el anciano reducto de un Marte húmedo y capaz de albergar vida. La segunda era duró de los 3800 a los 3500 millones de años y en ella ocurrió el cambio climático, y la era más reciente y larga que dura casi toda la historia del planeta y que se extiende de los 3500 millones de años a la actualidad con un Marte tal como lo conocemos en la actualidad frío y seco.
Recientemente se ha puesto en duda el mecanismo de formación de los barrancos marcianos y que la mayoría de los científicos achacaron a corrientes de agua en el pasado geológico reciente de Marte.[cita requerida] Un mecanismo alternativo es que se trata de formaciones secas causadas por el viento y no por agua. En la superficie lunar donde no hay agua hay barrancos lunares muy similares a los encontrados en Marte. La hipótesis del derrumbamiento seco, en la formación de los barrancos marcianos, tiene su mejor ejemplo en el cráter Dawes de 17 km, en la Luna, barrancos similares a los marcianos en estructura y tamaño. En abril de 2005 la Mars Global Surveyor, que lleva nueve años en órbita alrededor de Marte, detectó la formación de barrancos en dunas marcianas, barrancos que no estaban ahí en julio de 2002.[cita requerida] El mecanismo de su formación, que excluye el agua, se debe a que el dióxido de carbono congelado atrapado en los granos de arena durante el invierno, se evapora durante la primavera liberando el gas y causando el derrumbe de la arena.
En resumen, el paradigma de un Marte húmedo en el pasado, que explicaría los accidentes orográficos de Marte, está dejando paso al nuevo paradigma de un Marte seco y frío, donde el agua ha tenido una importancia mucho más limitada.